# Philadelphia (Nova York)
Philadelphia és una població dels Estats Units a l'estat de Nova York. Segons el cens del 2000 tenia 1.519 habitants.

## Demografia
Segons el cens del 2000, Philadelphia tenia 1.519 habitants, 546 habitatges, i 406 famílies. La densitat de població era de 651,7 habitants per km².
Dels 546 habitatges en un 46,5% hi vivien nens de menys de 18 anys, en un 58,2% hi vivien parelles casades, en un 12,1% dones solteres, i en un 25,5% no eren unitats familiars. En el 21,4% dels habitatges hi vivien persones soles l'11,5% de les quals corresponia a persones de 65 anys o més que vivien soles. El nombre mitjà de persones vivint en cada habitatge era de 2,78 i el nombre mitjà de persones que vivien en cada família era de 3,23.
Per edats la població es repartia de la següent manera: un 35,1% tenia menys de 18 anys, un 11,7% entre 18 i 24, un 31,9% entre 25 i 44, un 13% de 45 a 60 i un 8,3% 65 anys o més.
L'edat mediana era de 27 anys. Per cada 100 dones de 18 o més anys hi havia 90 homes.
La renda mediana per habitatge era de 27.083 $ i la renda mediana per família de 30.078 $. Els homes tenien una renda mediana de 27.833 $ mentre que les dones 20.764 $. La renda per capita de la població era de 12.210 $. Entorn del 15,9% de les famílies i el 17,4% de la població estaven per davall del llindar de pobresa.